# Il patto Mussolini
Il patto Mussolini è un'opera dello storico Francesco Salata, pubblicata per la prima volta da Mondadori nel 1933. Essa è un resoconto storico con analisi sul Patto a quattro, il patto ideato e proposto da Benito Mussolini nel 1933 fra quattro nazioni europee (Italia, Francia, Germania e Regno Unito) per impegnarsi alla non belligeranza.
Il libro contiente tutti i documenti concernenti il patto, e un elogio dell'opera di Mussolini. Il libro fu un successo commerciale all'epoca.

## Storia editoriale
(Francesco Salata)
La prima edizione del libro fu pubblicata da Mondadori nel 1933, un anno dopo il successo di Oberdan, un'altra opera di Salata edita da Mondadori, essa stessa una versione ridotta de Guglielmo Oberdan secondo gli atti segreti del processo: carteggi diplomatici e altri documenti inediti, pubblicato da Zanichelli nel 1924.

## Contenuti
Il patto Mussolini, considerato da alcuni come il più grande successo commerciale di Salata, è un'analisi e storia del Patto a quattro, un trattato di non belligeranza che fu siglato nel giugno 1933 a Palazzo Venezia a Roma da Francia, Regno Unito, Germania e Italia.

Nel libro Salata fornisce una genesi e retroscena del patto, terminando con il discorso di Mussolini al Senato, seguito da tutti i documenti e testi rilevanti (comprese la bozza originale e le versioni scartate del patto). Salata rimarca sulla qualità del discorso di Mussolini al senato, secondo lui il migliore mai pronunciato da un capo di stato italiano, e una delle più grandi interpretazioni del sentimento e delle ragioni di vita degli altri popoli e dell'universalità mai espresse da un capo di stato. 
In quel pomeriggio del 7 giugno, nell'aula del Senato, lo spirito mio e di molti colleghi era acceso da un duplice sentimento: di compiacimento inesprimibile per aver potuto partecipare a quella veramente storica seduta, di alto orgoglio d'essere Italiani, cui era concesso di veder coronata di quel fastigio universale la fronte dell'Italia nuova

## Critica
Nel libro Salata si profonde in lodi, fino all'eccesso, di Mussolini e dei suoi successi diplomatici.
Nonostante la celebrazione di Mussolini, l'opera è considerata fondamentale nello studio del Patto a quattro, e un'importante esegesi.